# Pistó foguer

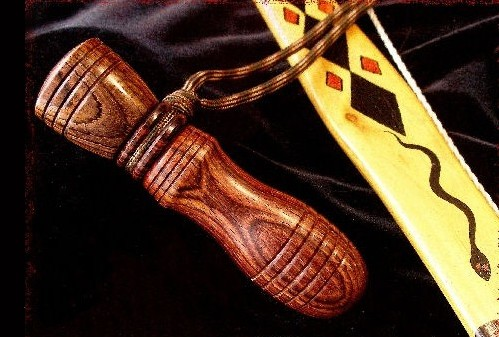
Pistó foguer del SE d'Àsia

Un pistó foguer és un dispositiu primitiu ja conegut a l'edat antiga utilitzat per encendre foc. Fet de fusta, de banya o de bambú i, amb un toc modern també es pot fer de vidre amb l'èmbol de plom o d'altres metalls.
El pistó foguer s'usava en el sud-est d'Àsia i en les illes de l'Pacífic per a encendre el foc, aprofitant la compressió adiabàtica de l'aire en un cilindre de fusta i un pistó.
Probablement, va inspirar Rudolf Diesel per a donar la solució a la ignició del motor dièsel.
La versió de laboratori s'anomenava “foguer pneumàtic” (”eslabón neumático” en castellà).

## Principi

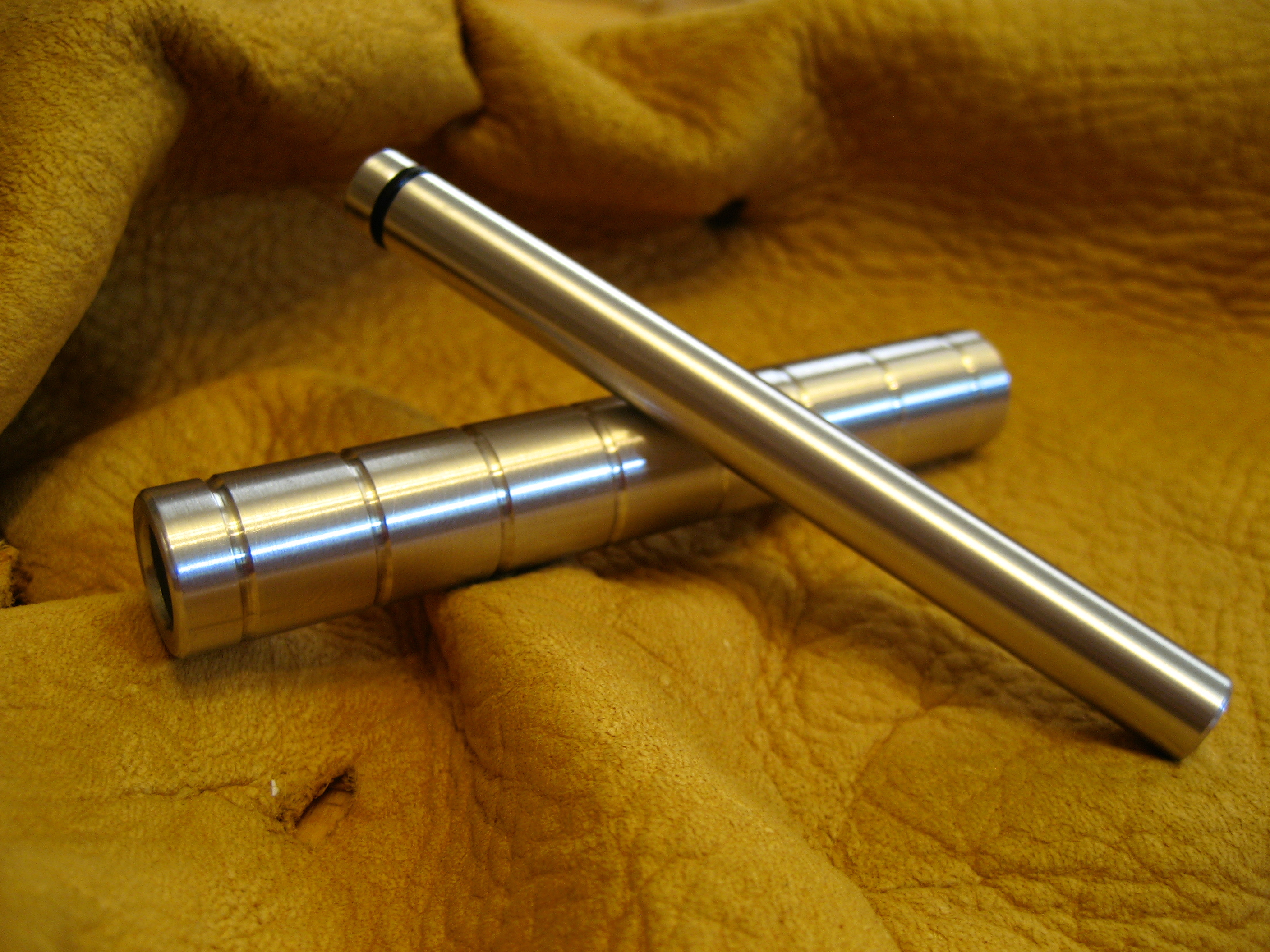
Pistó foguer modern fet d'alumini 6061

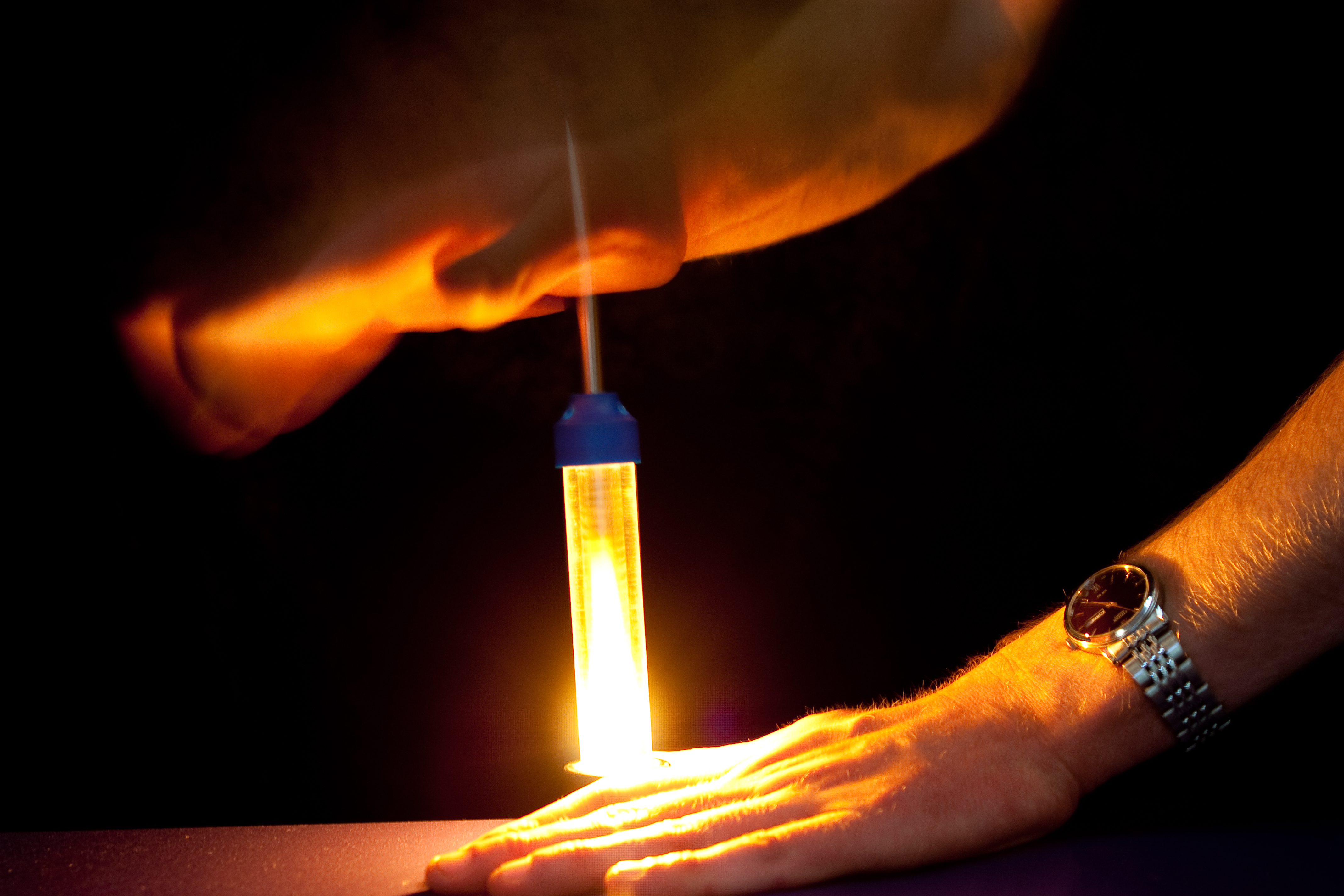
Un tros de cotó flash s'encén per la compressió sobtada d'un pistó de foc

La longitud del cilindre d'un pistó foguer oscil·la entre 7,5 cm i 15 cm (3 a 6 polzades), i té un diàmetre de 6-7 mm (0,25 polzades), segellat en un extrem i obert per l'altre.
Un pistó amb un segell hermètic circular s'instal·la dins del cilindre. El pistó té una maneta a l'extrem per a permetre agafar-lo amb fermesa, o bé una gran superfície suficient per donar un cop sec, sense causar dolor, mentre que el cilindre està recolzat contra una superfície dura, el pistó pot ser completament retirat del cilindre, després d'inflamar l'esca. El pistó té generalment una osca o cavitat on es posa un tros d'esca.
Es necessita una gran quantitat d'energia per comprimir l'aire en el cilindre. Aquesta energia es transfereix a l'aire que s'ha comprimit, l'única forma en que un gas pot contenir aquesta energia és en forma de calor, de manera que el gas s'escalfa. El gas dins del cilindre es comprimeix a prop d'1/20 de la seva grandària original i en teoria pot pujar fins a uns 400 °C.